# Nephews diskografi
Den danske rockgruppe Nephews diskografi består af fem studiealbum, tre livealbum, ét opsamlingsalbum, ét bokssæt, tre EP'er, og 19 singler.

## Album

### Studiealbum
| Titel            | Albumdetaljer                                                                        | Højeste placering | Certificering |
| Titel            | Albumdetaljer                                                                        | Danmark           | Certificering |
| ---------------- | ------------------------------------------------------------------------------------ | ----------------- | ------------- |
| Swimming Time    | - Udgivet: 3. maj 2000 - Selskab: Martian Records - Format: CD                       | 15                |               |
| USADSB           | - Udgivet: 30. juni 2004 - Selskab: Copenhagen Records - Format: CD, download        | 1                 | - 7× Platin   |
| Interkom kom ind | - Udgivet: 6. oktober 2006 - Selskab: Copenhagen Records - Format: LP, CD, download  | 1                 | - 3× Platin   |
| DanmarkDenmark   | - Udgivet: 5. juni 2009 - Selskab: Copenhagen Records - Format: LP, CD, download     | 1                 | - 4× Platin   |
| Hjertestarter    | - Udgivet: 2. november 2012 - Selskab: Copenhagen Records - Format: LP, CD, download | 1                 | - 2× Platin   |
| Ring—i—Ring      | - Udgivet: 27. oktober 2018 - Selskab: Copenhagen Records - Format: LP, CD, download | 19                | - Guld        |

### Livealbum
| Titel                                                            | Albumdetaljer                                                                        | Højeste placering | Certificering |
| Titel                                                            | Albumdetaljer                                                                        | Danmark           | Certificering |
| ---------------------------------------------------------------- | ------------------------------------------------------------------------------------ | ----------------- | ------------- |
| USA DSB 10 x så live                                             | - Udgivet: 2004 - Selskab: Copenhagen Records                                        | —                 |               |
| 07.07.07                                                         | - Udgivet: 7. november 2007 - Selskab: Copenhagen Records - Format: CD/DVD, download | 2                 | - 4× Platin   |
| Hjertestarter 10 x Så Live                                       | - Udgivet: 12. april 2013 - Selskab: Copenhagen Records - Format: Download           | 25                |               |
| "—" markerer en udgivelse der ikke opnåede en hitlisteplacering. |                                                                                      |                   |               |

### Opsamlingsalbum
| Titel                                                            | Albumdetaljer                                              | Højeste placering | Certificering |
| Titel                                                            | Albumdetaljer                                              | Danmark           | Certificering |
| ---------------------------------------------------------------- | ---------------------------------------------------------- | ----------------- | ------------- |
| Igen & Igen &                                                    | - Udgivet: 18. november 2013 - Selskab: Copenhagen Records | —                 | - Platin      |
| "—" markerer en udgivelse der ikke opnåede en hitlisteplacering. |                                                            |                   |               |

### Bokssæt
- 1-2-3-4-5 (2013)

### EP'er
- Tunes (demo), 1998
- Things to Do (demo), 1998
- Downtown Europe (demo), 1999
- Vinter—i—Ring (2018)
- Forår—i—Ring (2018)
- Sommer—i—Ring (2018)
- Efterår—i—Ring  (2018)

## Singler
| År                                                               | Titel                                            | Højeste placering | Certificering                            | Album             |
| År                                                               | Titel                                            | Download          | Certificering                            | Album             |
| ---------------------------------------------------------------- | ------------------------------------------------ | ----------------- | ---------------------------------------- | ----------------- |
| 2000                                                             | "We Don't Need You Here"                         | —                 |                                          | Swimming Time     |
| 2003                                                             | "Movie Klip"                                     | 129               |                                          | USADSB            |
| 2004                                                             | "En Wannabe Darth Vader"                         | 97                |                                          | USADSB            |
| 2004                                                             | "Superliga"                                      | 5                 | - Guld                                   | USADSB            |
| 2004                                                             | "Ordenspoliti"                                   | —                 |                                          | USADSB            |
| 2005                                                             | "Worst/Best Case Scenario"                       | —                 |                                          | USADSB            |
| 2006                                                             | "Igen & Igen &"                                  | 1                 | - Platin (download)                      | Interkom kom ind  |
| 2006                                                             | "Science Fiction & Familien"                     | 82                |                                          | Interkom kom ind  |
| 2007                                                             | "Mexico ligger i Spanien"                        | 88                | - Guld (download)                        | Interkom kom ind  |
| 2007                                                             | "Hospital" (Live) (featuring L.O.C.)             | 1                 | - 2× Platin (download)                   | 07.07.07          |
| 2009                                                             | "007 Is Also Gonna Die"                          | 1                 | - Guld (download)                        | DanmarkDenmark    |
| 2009                                                             | "Va Fangool!"                                    | 10                | - Guld (download)                        | DanmarkDenmark    |
| 2009                                                             | "Sov for satan mand"                             | —                 |                                          | DanmarkDenmark    |
| 2009                                                             | "Police Bells & Church Sirens"                   | 6                 | - Platin                                 | DanmarkDenmark    |
| 2010                                                             | "The Danish Way to Rock" (featuring Landsholdet) | 1                 | - Platin                                 | ikke-album single |
| 2012                                                             | "Hjertestarter"                                  | 1                 | - Guld (download) - Platin (streaming)   | Hjertestarter     |
| 2012                                                             | "Klokken 25"                                     | 19                | - Guld (streaming)                       | Hjertestarter     |
| 2013                                                             | "Gå med dig" (featuring Marie Key)               | 1                 | - Platin (download) - Platin (streaming) | Hjertestarter     |
| 2013                                                             | "Søndagsbange"                                   | —                 |                                          | Hjertestarter     |
| 2018                                                             | "Amsterdam"                                      | —                 | - Platin                                 | Ring—i—Ring       |
| 2018                                                             | "Rejsekammerater" (featuring Nik & Jay)          | —                 |                                          | Ring—i—Ring       |
| "—" markerer en udgivelse der ikke opnåede en hitlisteplacering. |                                                  |                   |                                          |                   |

### Gæsteoptrædener
| År                                                               | Titel                                                                 | Højeste placering | Certificering          | Album                         |
| År                                                               | Titel                                                                 | Download          | Certificering          | Album                         |
| ---------------------------------------------------------------- | --------------------------------------------------------------------- | ----------------- | ---------------------- | ----------------------------- |
| 2007                                                             | "The Way I Are" (Timbaland vs. Nephew featuring Keri Hilson & D.O.E.) | 1                 | - 4× Platin (download) | Shock Value                   |
| 2008                                                             | "Allein, Alene" (Polarkreis 18 vs. Nephew)                            | 3                 | - Platin (download)    | The Colour of Snow            |
| 2010                                                             | "Utenfor Oslo, utenfor overalt " (Lars Vaular featuring Nephew)       | —                 |                        | Helt om natten, helt om dagen |
| "—" markerer en udgivelse der ikke opnåede en hitlisteplacering. |                                                                       |                   |                        |                               |

### Andre optrædener
| År   | Titel               | Album         |
| ---- | ------------------- | ------------- |
| 2005 | "Byens hotel"       | Værsgo 2      |
| 2013 | "Det si'r sig selv" | Gi' et nummer |

### Internationale singler
| År   | Titel                   | Udgivelsesdato   |
| ---- | ----------------------- | ---------------- |
| 2005 | "Movie Klip"            | 4. juli 2005     |
| 2005 | "A Wannabe Darth Vader" | 28. oktober 2005 |
| 2010 | "007 Is Also Gonna Die" | 9. juli 2010     |